# Congregació de la Mare de Déu de Canongesses de Sant Agustí
Les Canongesses de Sant Agustí de la Congregació de la Mare de Déu o Congregatio Beatae Mariae Virginis, són un institut religiós femení, una congregació religiosa femenina. Les germanes posposen al seu nom les sigles C.B.M.V.

## Història
La congregació fa formar-se a la Lorena per obra de sant Pere Fourier (1564-1640), reformador dels Canonges Regulars de Sant Agustí, i d'Alèxia Le Clerc (1576-1622). Fourier, rector de Mattaincourt i Hymont, va confiar en 1597 l'escola local a una petita comunitat de dones dirigides per la noble Alix Le Clerc, deixeble seva i preocupada per la formació de les joves necessitades. Volien fundar una "casa nova per a joves on practiquessin tot el bé que poguessin". El 25 de desembre, la jove i quatre companyes es van consagrar a l'ensenyament.
La primera escola fou la de Poussay, on s'originà la comunitat, oberta la tardor de 1598 i que fou la primera escola de primària del país i la primera per a noies a tot França. Malgrat l'èxit de l'escola, dissensions internes van dur al fet que Le Clerc i algunes companyes s'instal·lessin a Mattaincourt (Vosges), sota la direcció de Fourier. Aquest va fer conèixer l'escola al bisbe de Toul, Jean des Porcelets de Maillane, que li donà la seva protecció. Aviat es difongué pel Ducat de Lorena, obrint-se escoles a Saint-Mihiel (1601) i Nancy (1603). El cardenal Charles de Lorraine signà el 8 de desembre de 1603 l'acta d'aprovació de la Congregació de la Mare de Déu (Congrégation de la Bienheureuse Vierge Marie), adoptant la Regla de Sant Agustí tal com l'aplicaven els canonges regulars.
Continuà obrint escoles a Pont-à-Mousson (1604), Saint-Nicolas-de-Port (1605), i Verdun (1608) i Châlons-sur-Marne (1613), ja fora de la Lorena. El 21 de novembre de 1617 les primeres germanes prengueren l'hàbit, prenent la fundadora el nom de Teresa de Jesús. Continuaren obrint escoles: Bar-le-Duc (1618), Mirecourt en 1619, Épinal en 1620, La Mothe-en-Bassigny i Soissons en 1621, Metz (1623)... Urbà VIII va concedir l'aprovació de la congregació en 1628, poc després de la mort de Le Clerc. Les primeres cases a Alemanya foren les de Munster en 1642 i Essen (1652).
Abans de la Revolució francesa, hi havia 84 convents i 4.000 religioses, a França i Alemanya. En acabar el segle xix, després de les secularitzacions i persecucions, hi havia 27 cases i 1.200 germanes, i començà l'expansió fora d'Europa. A París, tenien especial prestigi els tres pensionats de Le Roule, Les Oiseaux, i l'Abbaye-aux-bois, on va retirar-se Madame Récamier.
D'entrada, l'organització de la congregació era de tipus monàstic: cada casa era autònoma i només compartien les regles i els carisma, però sense una centralització o govern jeràrquic. En començar el segle xx, també començà la reunificació dels monestir, que formaren una federació: primer, amb la Unió de Jupille (1910) i després amb la Unió de Roma (1932). El 1963 les dues federacions, amb gairebé totes les cases de l'institut, es fonen en una congregació única amb seu a Roma, a la qual s'uniren les cases encara autònomes, prenent el nom de Canongesses Regulars de Sant Agustí de la Congregació de la Mare de Déu (Chanoinesses régulières de Saint Augustin de la Congrégation Notre-Dame).

## Activitat i difusió
Les Canongesses de Sant Agustí es dediquen a la instrucció i l'educació cristiana de la joventut.
En acabar el 2005, la congregació comptava amb 557 religioses en 94 cases. Són presents a: Bèlgica, França, Regne Unit, Itàlia, Luxemburg, Països Baixos, Eslovàquia, Hongria, República Democràtica del Congo, Brasil, Mèxic, Hong Kong i el Vietnam: la seu general és a Roma.